# Nakhon Chai Si (huyện)
Nakhon Chai Si (tiếng Thái: นครชัยศรี) là một huyện (amphoe) của tỉnh Nakhon Pathom, miền trung Thái Lan.
Sử Việt thế kỷ 19 gọi thị trấn này là Lục Khôn Sai Sĩ.

## Lịch sử
It được thành lập dưới thời trị vì của vua Maha Chakkraphat của vương quốc Ayutthaya.
Khi vua Chulalongkorn lập Monthon trong đợt cải cách hành chính thesaphiban, Mueang Nakhon Chai Si là thủ phủ của Monthon Nakhon Chai Si. Sau này, chính phủ Thái Lan đã bỏ hệ thống này, Mueang Nakhon Chai Si đã bị hạ cấp xuống thành một huyện của Nakhon Pathom.

## Địa lý
Các huyện giáp ranh (từ phía bắc theo chiều kim đồng hồ) là Bang Len, Phutthamonthon, Sam Phran, Mueang Nakhon Pathom và Don Tum.
Nguồn nước chính là sông Tha Chin, có tên sông Nakhon Chai Si đọan qua huyện này.

## Hành chính
Huyện này được chia thành 24 phó huyện (tambon), các đơn vị này lại được chia ra thành 108 làng (muban). Both Nakhon Chai Si và Huai Phlu là thị trấn (thesaban tambon). Mỗi tambon do một Tổ chức hành chính tambon quản lý.